# Bourouwal
Bourouwal est une sous-préfecture de la préfecture de Télimélé, dans la région de Kindia, dans le centre-ouest de la Guinée.

## Subdivision administrative
La sous-préfecture de Bourouwal a 8 districts dont : Bourouwal Centre, Djindjimma, Hollandé, Kansaghi, Kimbon, Misside Teliko, Missidé Tossokéré et Missidé Dar-es-Salam.